# De leonismus
De leonismus, známý i jako marxismus-de leonismus, je formou syndikalistického marxismu vytvořeného Danielem de Leonem. De Leon byl jedním z prvních lídrů první socialistické strany v USA – Americké socialistické strany práce. De Leon kombinoval teorii syndikalismu své doby s ortodoxním marxismem. Podle de Leonova teorie jsou militantní průmyslové svazy (specializované odbory) nositeli třídního boje. Průmyslové svazy sloužící zájmům proletariátu (dělnické třídy) přinesou změny potřebné k vytvoření socialistického systému. Odlišnost od anarchosyndikalismu je, že podle de leonistického myšlení musí revoluční politická strana nutně bojovat za proletariát ve volbách, nejenom odborovou aktivitou a věří v nutnost centrální vlády koordinující ekonomickou produkci.